# Franska unionen
Franska unionen (franska: L'Union Francaise) var mellan 1946 och 1958 en beteckning på Frankrike och dess utländska territorier, kolonier och stater som på olika sätt styrdes av Frankrike. Unionen stadfästes i Fjärde republikens författning 1946 och dess syfte var att ersätta Franska kolonialimperiet och främja besittningarnas politiska utveckling mot inre självstyrelse och ge besittningarna viss möjlighet att påverka beslut som fattades i Paris. Frankrikes president var unionens president och det fanns ett råd samt en indirekt vald parlamentarisk församling.
Franska unionen ersattes 1958 av Franska samväldet.